# ミチ (モデル)
ミチ（1998年3月6日 - ）は、日本のファッションモデル、インフルエンサー。TWIN PLANET所属。実の弟であるよしあきと共に「よしミチ」姉弟として活動している。

## 来歴
1998年3月6日、台湾の台北市で生まれ、9歳まで台湾で過ごした。父親が台湾人、母親が日本人のハーフであり、中国語と日本語を話すことができる。弟のよしあきとは3歳差である。
2016年1月、原宿にて弟のよしあきと共に『マツコ会議』の街頭インタビューを受けたことをきっかけに注目を集め、以降4回にわたって同番組に出演した。その後、TWIN PLANETに所属し、現芸名で芸能活動を本格的に開始した。
同年4月、文化服装学院ファッション流通専門課程ファッション流通科に進学。
2019年7月14日より、ABEMAの恋愛リアリティ番組『オオカミちゃんには騙されない』に出演。INTERSECTIONのミッチェル和馬と共にカップル「ミチッチェル」として話題を呼んだ。
同年、弟のよしあきと共にYouTubeチャンネル『よしミチch』を開設。
同年12月、shibuya109lab.が発表した『トレンド大賞2019 ヒト部門』では1位、WWD JAPANが発表した『好きなインフルエンサーランキング』では2位、マイナビが発表した『今年流行ったヒトランキング』では9位にランクインした。
2020年頃より、雑誌『sweet』のレギュラーモデルとして活動。2020年3月12日、初のスタイルブック『MicchiMichi ミチの魅力がみっちみち！』をKADOKAWAより出版。
2021年7月20日、弟のよしあきと共にクリエイティブスタジオ『perse』を始動。2022年3月にはコスメブランド、4月にはカラコンブランドを展開。
2022年7月12日、永野芽郁主演のテレビドラマ『ユニコーンに乗って』で女優デビュー。
2023年4月14日、アパレルブランドのSLYとコラボレーションしたコレクション『MICHIXSLY』の発売を開始。
2023年8月、Instagramのフォロワー数が100万人を突破。
2024年3月6日、初の写真集『25』を宝島社から出版。3月18日付の「オリコン週間BOOKランキング」ジャンル別「写真集」にて4位にランクインした。

## 人物
座右の銘は「期待しない・気にしない・私は悪くない」。
同じくファッションモデルでYouTuberのkemioと親交が深く、お互いのYouTubeチャンネルに頻繁に登場している。

## 出演

### テレビドラマ
- ユニコーンに乗って 第2話（2022年7月12日 、TBS） - POM2（ポムポム） 役[13]
- 秘密を持った少年たち（2023年10月7日 - 12月23日、日本テレビ） - 深水凛 役[18]

### テレビ番組
- ディズニー365（2019年7月1日- 2020年3月31日、ディズニー・チャンネル）- 準レギュラー
- 恋するプライベートアイランド（2023年1月4日 - 6日、テレビ朝日）[19]

### ウェブ番組
- オオカミちゃんには騙されない（2019年7月14日 - 9月29日、ABEMA）[5]
- ONE HAIR CHANNEL（2020年10月4日 - 12月20日、いち髪・Instagram Live）[20]
- 神尾楓珠はオオカミちゃんには騙されない 前編（2022年1月23日、ABEMA）[21]

### ポッドキャスト
- 愛は他人と。ーSwipeからはじまる新しい愛のかたちー 第2回（2023年9月22日、Tinder・Spotify）[22]

### ミュージックビデオ
- HAN-KUN「Sunshine Love」（2019年9月30日）
- ROOFTOPS feat. 藤原聡「KERENMI」（2020年1月29日）
- さユり「summer bug」（2020年8月8日）

## 広告

### CM
- ロート製薬 SUGAO ウェブCM「#シロネコ肌 チャレンジ」篇（2019年3月13日）[23]
- 資生堂 WASO ウェブCM「WASO YAKUMI FACEになろう」篇（2019年9月26日）[24]
- ピーチ・ジョン GiRLS by PEACH JOHN ウェブCM（2020年1月29日）[25]
- レジーナクリニック AbemaTVオリジナルCM「#レジクリチャレンジ」篇（2020年6月27日）
- JCB JCBカードW ウェブCM「スマホ決済使うなら、JCBカードWしか勝たん」「JCBカードWの『W』は草じゃない」「ねぇ、お買い物するなら超ポイントもらわない？」篇（2020年9月）
- クラシエ いち髪 ウェブCM「ONE HAIR チャンネル」篇（2020年9月28日）[20]
- PayPay ウェブ動画「超PayPay祭」篇（2020年11月6日 - 13日）[26]
- 本田技研工業 VEZEL e:HEV テレビCM「AMP UP」篇（2021年4月22日）[27]
- KANEBO オンスキンエッセンスV ウェブ動画（2021年5月28日）[28]
- Tinder ウェブCM「愛は他人と。」篇（2023年9月15日）[22]
- LadyBird LACOCO TVerオリジナルCM「Live Naked.」篇（2025年3月7日）[29]
- BRITA Japan ウェブ動画「#meetsBRITA 春」篇（2025年3月10日）[30]

### 広報
- ピーチ・ジョン GiRLS by PEACH JOHN イメージモデル（2020年1月29日）[25]
- 109 SHIBUYA109渋谷店・MAGNET by SHIBUYA109 シーズンビジュアル（2020年9月9日 - 10月21日）[31]
- ラフォーレ原宿 Connect in Laforet HARAJUKU キャンペーンビジュアル（2020年10月23日 - 11月8日）[32]
- 青山商事 THE SUIT COMPANY イメージキャラクター（2020年）[33]
- CLINIQUE アンバサダー（2022年）[34]
- ジンズホールディングス JINS TODAY イメージモデル（2023年2月13日）[35]
- SHEL'TTER SLY MICHIXSLY プロデュース（2023年4月14日）[14]
- ウエルネスボーテ Miche Bloomin' イメージモデル（2025年3月1日）
- LadyBird LACOCO ブランドミューズ（2025年3月7日）[29]
- BRITA Japan アンバサダー（2025年3月10日）[30]

## 書籍

### 写真集
- ミチ 1st写真集 25（2024年3月6日、宝島社）[15]

### スタイルブック
- MicchiMichi ミチの魅力がみっちみち！（2020年3月12日、KADOKAWA）[10]

### 雑誌
- sweet（2020年頃 - 現在、宝島社） - レギュラーモデル